# Burt Arthur
Burt Arthur, född den 24 maj 1899 i New York, död den 15 mars 1975 i Chicago, var en amerikansk författare av västernromaner.

## Biografi
Den ryske immigranten Henry Shapiro anlände till USA 1890 och blev amerikansk medborgare 1896. 1893 gifte han sig med Sarah, född 1874. Paret fick barnen Bella, född i maj 1894, Yettie (Ethel), född i april 1897, och Herman, född i maj 1899, och Emmanuel, född omkring 1901. 
Herman hade övergått till att kalla kalla sig Herbert Shapiro när han 1925 eller 1926 gifte sig med Hortense och fick en son som likt fadern kallades Herbert men senare skulle bli känd som Budd Arthur.
Någon gång efter 1930 bytte Herman officiellt sitt namn till Herbert Arthur.
Under namnet Herbert Shappiro (efternamnets stavning således korrigerad) utgavs hans första romaner The black rider 1941 och The valley of death 1942. I början på 1940-talet skrev han också berättelser åt pulp-magasin under Columbias förlagspseudonym Cliff Campbell. Några av dessa utgavs sedan i Storbritannien under pseduonymen Gerald G. Swan.
Romanen Ride out for revenge från 1957 anges ofta som förlaga till filmen med samma namn (svensk titel Revansch till varje pris från 1957, regisserad av Bernard Girard , men kan även ha baserats på producenten Norman Retchins manuskript eftersom Arthurs namn inte anges i filmen.
1973 flyttade Arthur till Chicago. Han dog 1975 och hustrun Hortense W. Arthur dog 1996.
Förutom under namnen Herbert Shappiro, Burt Arthur, Herbert Arthur och Arthur Herbert kan han möjligen ha använt pseudonymen Wayne Sotona i slutet av 1960-talet vid skrivande av fyra böcker om High Chaparral.
Arthur uppges ha skrivit mer än hundra västernromaner, men även kortromaner, noveller och pjäser samt var vid sin död översatt till tolv språk i tjugo länder, däribland svenska.
Flera av Arthurs böcker handlade om den tidigare Texas rangern John Canavan, kallad The Texan. Den sista, Canavan's trail, utgavs efter författarens död och ingår ofta i en dubbelvolym där den andra berättelsen skrivits av Budd Arthur.